# Rosskopf (Alpes de Tux)
Pour les articles homonymes, voir Rosskopf.
Le Roßkopf est une montagne qui s’élève à 2 576 m d’altitude dans les Alpes de Tux, en Autriche.